# Кампоспинозо
Кампоспино̀зо (на италиански: Campospinoso, на местен диалект: Campaspinus, Кампаспинуз) е село и община в Северна Италия, провинция Павия, регион Ломбардия. Разположено е на 64 m надморска височина. Населението на общината е 1050 души (към 2017 г.).